# Política de México

El sello de México puede usarse por cualquier tipo de autoridad federal, estatal o municipal en el país.

El sistema de gobierno de los Estados Unidos Mexicanos es el de una república representativa, democrática, federal y laica. Su máxima ley es su carta magna, la Constitución Política y de acuerdo a ella la soberanía y el poder público son origen y correspondencia del Pueblo, y es este el que decide ejercerlo a través de un sistema de separación de poderes: el ejecutivo (Presidente), el legislativo (Congreso de la Unión) y el judicial (depositado en distintas instancias, cuya cabeza es la Suprema Corte de Justicia).
La representatividad del poder público se deposita principalmente en un sistema multipartidista, donde los partidos políticos son el principal ente de participación ciudadana, todo ello regulado por instituciones electorales autónomas (Instituto Nacional Electoral, Tribunal electoral y Fiscalía electoral). El sistema político mexicano incluye órganos autónomos que sirven de contrapeso en áreas específicas (Fiscalía General de la República, CNDH, Instituto Nacional Electoral, Auditoría Superior de la Federación, Banco de México e INEGI).
Territorialmente se constituye por treinta y un estados libres y soberanos (y estos, a su vez, por municipios) en todo lo concerniente a su régimen interior, y por la capital del país, Ciudad de México (conformados por demarcaciones territoriales), unidos en una federación establecida según los principios de su constitución.

## Poderes de la Unión
El gobierno federal, denominado constitucionalmente el Supremo Poder de la Federación, está constituido por los tres poderes de la Unión: el poder ejecutivo, el poder legislativo y el poder judicial. La Ciudad de México es la capital de la federación y la sede de los Poderes de la Unión. Los tres poderes son independientes entre sí; dos poderes no pueden depositarse sobre una sola persona o institución, y el poder legislativo nunca podrá ser ejercido por un solo individuo. Los tres poderes son electos por voto popular.

### Poder ejecutivo

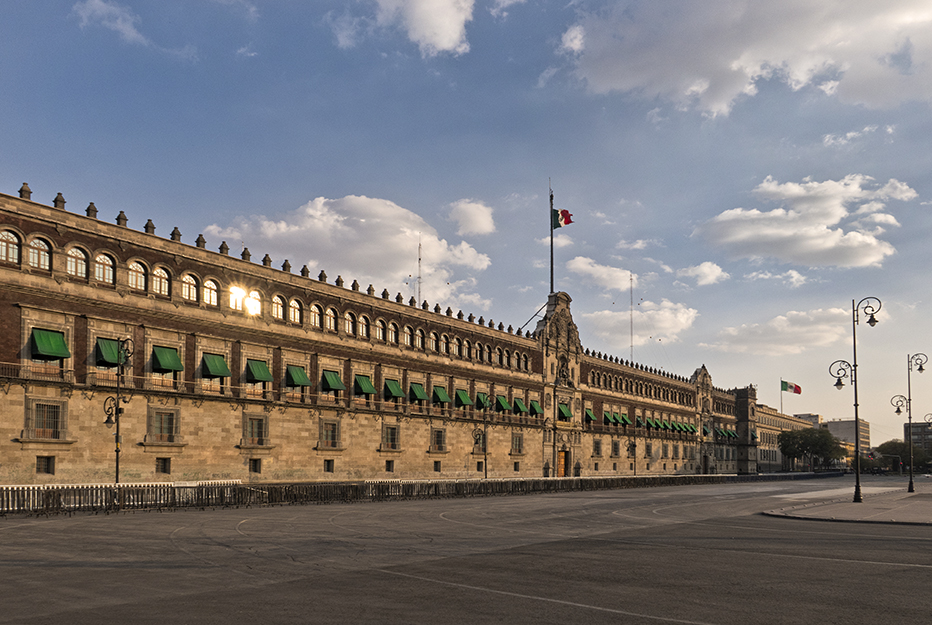
El Palacio Nacional, sede y residencia del poder ejecutivo.

El presidente de México (oficialmente, presidente de los Estados Unidos Mexicanos) es el titular del poder ejecutivo en ese país. A la vez es jefe de Estado y jefe de Gobierno del mismo.  Además es el comandante supremo de las Fuerzas Armadas.
Es elegido mediante voto directo y universal. Una vez electo, entra en funciones el 1.º de octubre del año de la elección. Su cargo dura un periodo de seis años, sin la posibilidad de reelección; ni siquiera en el caso de haberlo desempeñado como interino, provisional o sustituto. La Presidencia de la República solo es renunciable por causa grave, que deberá ser calificada por el Congreso de la Unión; el puesto también podrá ser sujeto a un proceso de revocación por medio de una votación popular. En caso de muerte, destitución o renuncia, asume de manera inmediata y provisional el cargo la persona titular de la Secretaría de Gobernación; si la ausencia es el día de la toma de posesión, el mandatario provisional sería el presidente del Senado; si la falta absoluta es producto de un proceso de revocación de mandato, corresponde el ejercicio provisional del cargo al presidente del Congreso; en todos los casos después, con las reservas que contempla la constitución, corresponde al Congreso nombrar un sustituto o interino.
El cargo existe desde su inclusión en la Constitución de 1824, siendo su primer titular Guadalupe Victoria, que asumió el puesto el 10 de octubre del mismo año. Hasta el periodo actual, un total de sesenta y seis individuos ocuparon en ciento seis periodos distintos la presidencia de la República, ya fuera de manera constitucional, provisional, interina, sustituta o incluso de facto. Estos números causados en gran medida por la constante inestabilidad vivida por el país en su primer siglo de vida independiente. De tal manera, que en esa primera centuria, solo cuatro mandatarios concluyeron el periodo constitucional para el que fueron elegidos.
La vigente Constitución de 1917 prevé dicho cargo en su título tercero, capítulo tercero y es abordado por quince artículos. En ellos se especifican las obligaciones, facultades, requisitos y restricciones al mismo. Especificaciones que van desde el mando de las fuerzas armadas; la titularidad de la política exterior, económica, del desarrollo social y de seguridad pública; la promulgación y ejecución de las leyes emitidas por el poder legislativo; proponer nombramientos a cargos que requieren aprobación del Senado o la Cámara de Diputados; y diversas prerrogativas concedidas en otros artículos de la misma carta magna y las leyes federales.
El presidente es la cabeza de la Administración Pública Federal y es auxiliado por un gabinete compuesto por las veintiún secretarías de Estado existentes, dependencias federales, organismos descentralizados y empresas paraestatales, los cuales tienen a su cargo diversas carteras de interés público, además de distintos asesores adscritos a la llamada Oficina de la Presidencia. 
Históricamente su protección corrió a cargo del Estado Mayor Presidencial, que fue el órgano técnico militar que auxiliaba al presidente en la obtención de información general, planificaba las actividades personales propias del cargo, realizaba las prevenciones para su seguridad y participaba en la ejecución de las actividades procedentes para estos efectos. Sin embargo, tal estructura se disolvió a partir del 1 de diciembre de 2018. El resguardo del presidente quedó en manos de un grupo de profesionistas con adiestramiento en materia de seguridad personal y sin armas, conocidos como «Ayudantía» e integrado por veinte personas; a la par elementos con experiencia, del también desaparecido «Cuerpo de Guardias Presidenciales», adscritos al Ejército Mexicano, vigilan áreas y zonas de trabajo del mandatario.

### Poder legislativo
El Congreso General de los Estados Unidos Mexicanos, también llamado Congreso de la Unión, es el órgano depositario del poder legislativo federal de México. Está conformado por una asamblea bicameral: la Cámara de Senadores es la cámara alta compuesta por ciento veintiocho senadores y la Cámara de Diputados es la cámara baja compuesta por quinientos diputados.
La vigente Constitución de 1917 prevé este órgano en su título tercero, capítulo II, secciones I, II y III, y abordándolo en veintiocho artículos. En ellos se especifican las obligaciones, facultades, requisitos y restricciones del aparato legislativo; principalmente la facultad exclusiva entre los Poderes de la Unión (y repartida entre las dos cámaras) para estudiar, discutir, votar y emitir las iniciativas de leyes, reglamentos, códigos, normas y las reformas a todo ello, que se le presenten durante sus periodos de sesiones, es decir, posee la acción deliberativa para legislar en todos los asuntos del Estado mexicano. Con los 32 poderes legislativos de las entidades, recibe la condición de «Constituyente permanente», es decir, el único ente que puede adicionar y modificar la Constitución.
También sus deberes incluyen determinar la composición de la división política del territorio nacional; la facultad para cambiar de sede los poderes de la unión; aprobar la declaratoria de guerra del Presidente; la recepción y glosa (análisis) del informe de gobierno que debe rendir el jefe del ejecutivo; la aprobación de iniciativas, rendición de cuentas, exigencia de comparecencias y eventuales remociones de los titulares o integrantes de los Poderes de la Unión, incluido el presidente de la república; la elección del interino o sustituto de este último; y diversas prerrogativas que le conceden otros artículos de la carta magna y las leyes federales.
Cuando se reúne de forma conjunta, para sesiones de Congreso General, su sede oficial es el Palacio Legislativo de San Lázaro en la Ciudad de México, que de ordinario es también sede de la Cámara de Diputados. Dichas sesiones ocurren de manera formal únicamente en tres casos; El 1 de septiembre de cada año para celebrar la apertura del primer período de sesiones ordinarias; a partir del 1 de febrero para celebrar un segundo período de sesiones ordinarias; y de igual manera, sesiona de manera conjunta, cada seis años con motivo de la ceremonia de toma de posesión del presidente de la República, es decir el 1 de octubre del año de la elección presidencial. La constitución contempla sesiones de Congreso general extraordinarias para la elección del presidente interino o sustituto en caso de falta temporal o absoluta del titular del poder ejecutivo, situación en la que se constituye como Colegio Electoral. También podrá ser convocado en situaciones extraordinarias por alguna de las dos cámaras, la Comisión Permanente o el presidente. En todos los casos, ejerce el rol de Presidente del Congreso, aquel que lo sea de la cámara anfitriona de la sesión, comúnmente el de la Cámara de Diputados.
El primer período ordinario de sesiones deberá concluir a más tardar los días 15 de diciembre, salvo en el año de sucesión del poder ejecutivo, cuando el período podrá extenderse hasta el 31 de diciembre. El segundo período cerrará como máximo el 30 de abril. En periodos de receso, la Comisión Permanente reúne un número de diputados y senadores para atender los asuntos pendientes del Congreso hasta el nuevo período de sesiones.

#### Cámara de Diputados

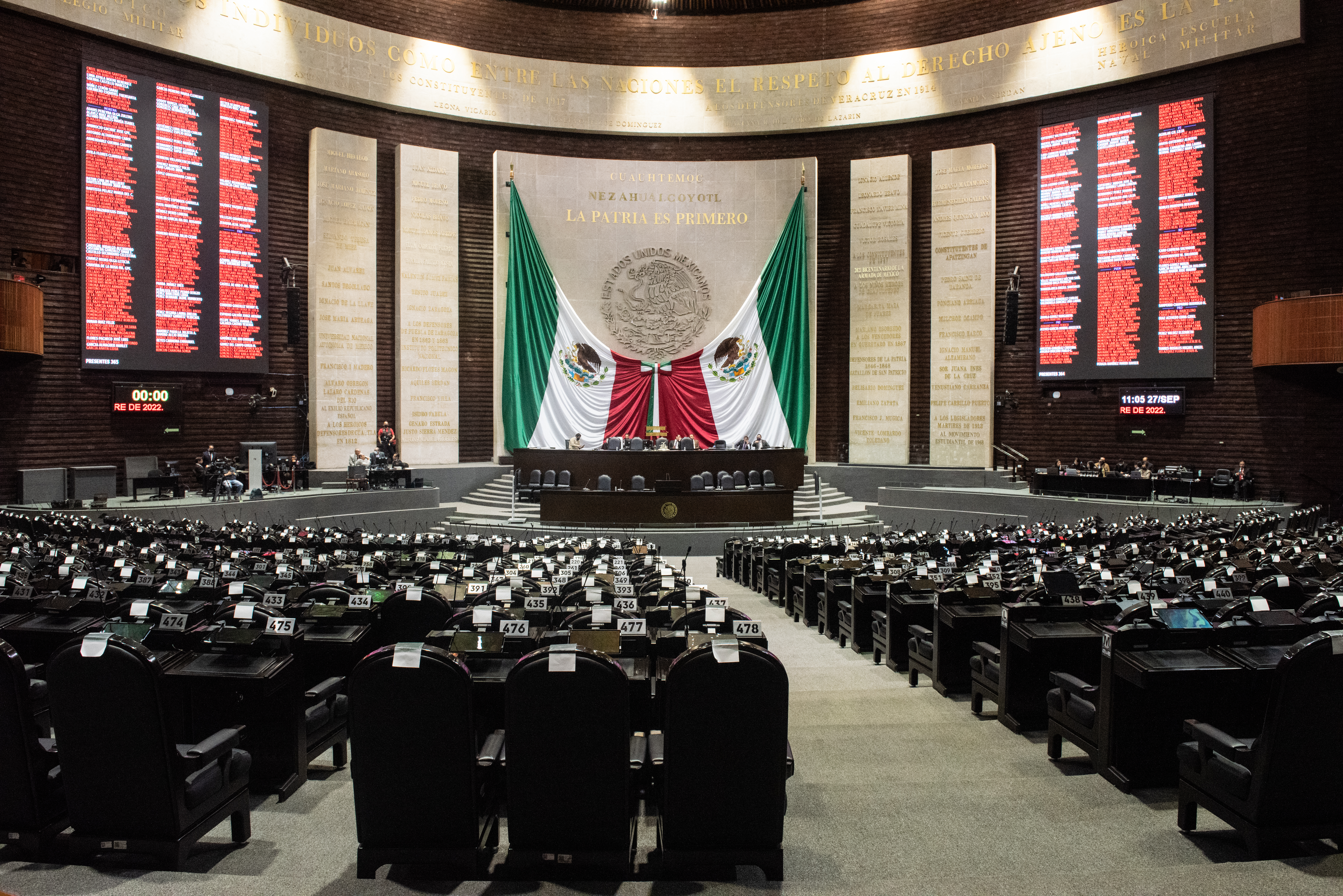
Palacio de San Lázaro, Cámara de Diputados.

La Cámara de Diputados del Congreso de la Unión, comúnmente llamada Cámara de Diputados, es la cámara baja del Poder Legislativo federal de México, integrando junto con el Senado de la República, una asamblea bicameral en las que se deposita este poder. Se compone de representantes de la Nación, que son 500 diputados electos en su totalidad para un periodo de tres años, que inicia el 1 de septiembre del año de la elección. Su sede es el Palacio Legislativo de San Lázaro en la Ciudad de México.
El total de sus integrantes se divide en dos principios de elección: 300 diputados electos de manera directa, uno por cada uno de los distritos electorales federales que componen el país; y 200 diputados que son electos según el principio de representación proporcional, mediante el sistema de listas regionales, votadas en cinco circunscripciones plurinominales.
La vigente Constitución de 1917 prevé este órgano en su título tercero, capítulo II, secciones I, II y III, y aborda concretamente a este en nueve artículos. En ellos se especifican las obligaciones, facultades, requisitos y restricciones de la cámara. Sus facultades exclusivas incluyen publicar la declaratoria oficial de Presidente electo que expide el Tribunal Electoral; Coordinar y evaluar a la Auditoría Superior de la Federación; ratificar el nombramiento de secretario de Hacienda; aprobar el Plan Nacional de Desarrollo; la titularidad legislativa en relación con el presupuesto e ingresos que proponga el poder ejecutivo; la facultad para decidir si se procede o no, contra algún miembro de los poderes de la unión (excepto el Presidente, cuestión que corresponde al Senado) en caso de cometer un delito, en los términos del artículo 111 constitucional; designar a los titulares de los órganos autónomos (INE, CNDH, Auditoría Superior e INEGI); y todas aquellas responsabilidades que le concedan otros artículos de la misma constitución y las leyes federales.

#### Cámara de Senadores

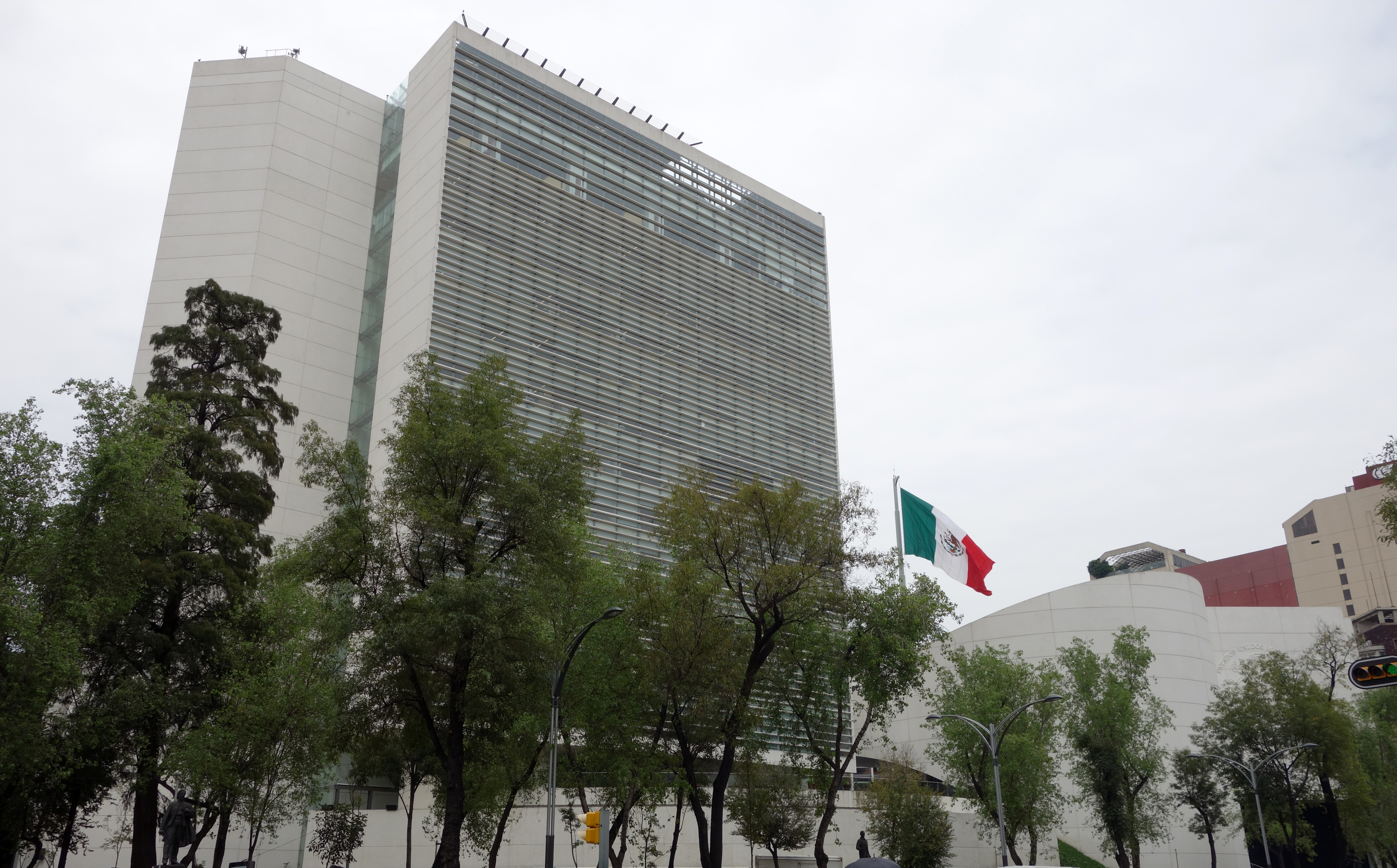
El Senado de la República.

La Cámara de Senadores del Congreso de la Unión, también llamada Senado de la República, es la cámara alta del Poder Legislativo federal de México. Integra, junto con la Cámara de Diputados, una asamblea bicameral, en donde se deposita este poder. Se compone de representantes de las entidades federativas: 128 senadores electos, en su totalidad, para un periodo de seis años, que inicia el 1 de septiembre del año de la elección.
El total de sus integrantes se divide en tres principios de elección: 64 senadores electos de manera directa, dos por cada una de las 32 entidades federativas (31 estados y Ciudad de México) que componen el país; 32 senadores asignados a la primera minoría, es decir el segundo lugar de la elección, esto es uno por cada entidad federativa; y 32 senadores que son electos según el principio de representación proporcional, mediante el sistema de una lista nacional, de acuerdo al porcentaje de votación obtenida en el país.
La vigente Constitución de 1917 prevé este órgano en su título tercero, capítulo II, secciones I, II y III, y aborda concretamente a este en cinco artículos. En ellos se especifican las obligaciones, facultades, requisitos y restricciones de la cámara. Sus facultades exclusivas incluyen legislar en materia de política exterior; aprobar o no los tratados y convenios internacionales firmados por el Presidente de la República; autorizar todo tipo de movimiento de las Fuerzas Armadas, ya sea dentro del territorio nacional o fuera de este, así como el tránsito de tropas extranjeras dentro del país; ratificar todos los nombramientos del ejecutivo en materia de Fuerzas Armadas y Política exterior; declarar la desaparición de los poderes estatales, designando un gobierno interino y estableciendo los métodos para su eventual sustitución; aceptar o denegar la renuncia de los titulares de los órganos principales del Poder Judicial de la Federación; legislar en materia de seguridad nacional, incluyendo la aprobación de la política gubernamental propuesta; designar al fiscal general de la República y a los integrantes de la junta de gobierno del Banco de México; decidir a través de decretos sobre límites fronterizos de los estados; la facultad para decidir si se procede o no, contra el presidente de la República en caso de cometer un delito, en los términos del artículo 110 constitucional; y todas aquellas prerrogativas que le concedan otros artículos de la Constitución y las leyes federales.
Su sede se ubica en el número 135 de la avenida paseo de la Reforma, en el cruce o intersección con otra de las vías más importantes de la Ciudad de México: la avenida de los Insurgentes, en la alcaldía Cuauhtémoc. La anterior sede del Senado se encontraba en el centro histórico de la Ciudad de México, en un edificio conocido como la Antigua Casona de Xicoténcatl.

### Poder judicial
El Poder Judicial de la Federación (PJF) es el conjunto de organismos depositarios de dicho poder en México, uno de los tres Poderes de la Unión que componen el sistema de gobierno en ese país. Está integrado por la Suprema Corte de Justicia de la Nación (SCJN) —su máximo tribunal—, el Tribunal de Disciplina Judicial, el Órgano de Administración Judicial, el Tribunal Electoral del Poder Judicial de la Federación, los plenos regionales, los tribunales colegiados de circuito y de apelación, y los juzgados de distrito.
Sus fundamentos se encuentran en el Título III, Capítulo IV (abarcando catorce artículos) de la Constitución Política de los Estados Unidos Mexicanos y la «Ley Orgánica del Poder Judicial de la Federación». Los tribunales de los Estados y de la Ciudad de México pueden actuar en auxilio de la Justicia Federal, en los casos previstos por la Carta magna y las leyes. 
La administración del Poder Judicial de la Federación, con excepción de la Suprema Corte de Justicia, está a cargo del Órgano de Administración Judicial; en tanto la disciplina corresponde al Tribunal de Disciplina Judicial.

#### Suprema Corte de Justicia

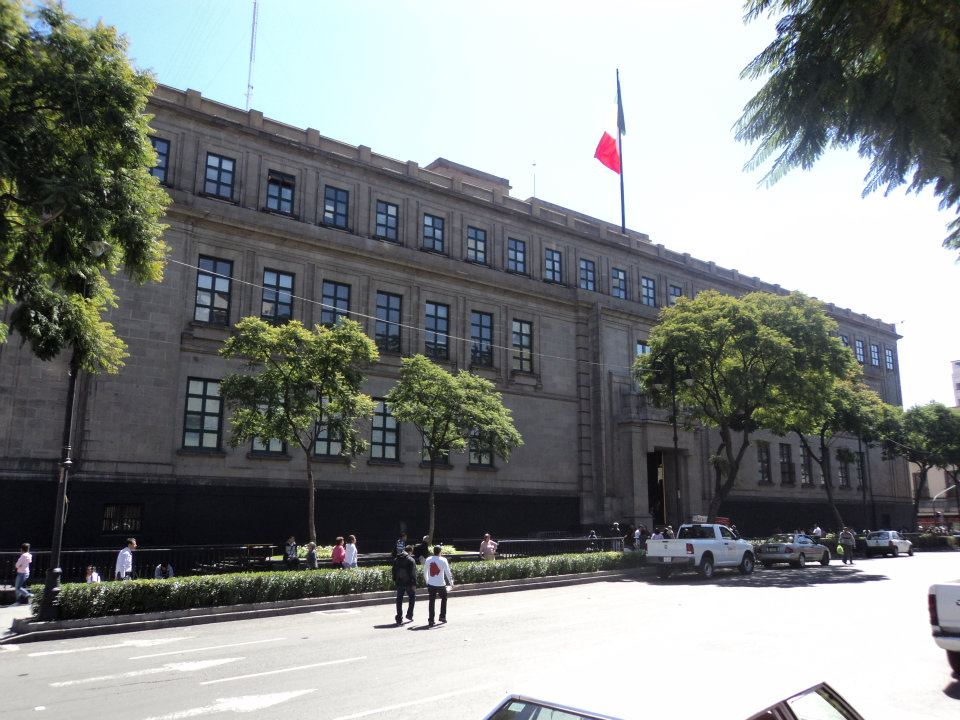
Edificio de la Suprema Corte de Justicia

La Suprema Corte de Justicia de la Nación (SCJN) es el máximo tribunal constitucional y mayor autoridad jurisdiccional del Poder Judicial de México, a excepción de la materia electoral, la cual le compete al Tribunal Electoral. Está conformada por nueve jueces denominados ministros, uno de los cuales es designado como su presidente; este funge como responsable de la dirección del organismo y mayor representante ante los otros poderes.
La vigente Constitución de 1917 prevé este órgano en su título tercero, capítulo IV, y abordándolo en cinco artículos. En ellos se especifican las obligaciones, facultades, requisitos y restricciones de la corte; principalmente la facultad exclusiva, entre los órganos del mismo sistema judicial, para estudiar, discutir, y emitir sentencias definitivas en controversias constitucionales o acciones de inconstitucionalidad, que surjan entre los poderes de la Unión, los poderes estatales, autoridades municipales, los órganos autónomos, o la contradicción de una norma con la carta magna. Es decir, le corresponde asegurar el orden establecido por la Constitución y mantener el equilibrio entre las diversas instituciones de gobierno. Sus deberes incluyen también, como última instancia legal, solucionar de modo definitivo, asuntos judiciales de gran relevancia social, a través de las resoluciones jurisdiccionales que dicta. Por lo anterior, y al tratarse del principal y más alto tribunal de naturaleza constitucional, no existe órgano ni autoridad que se encuentre por sobre ella o recurso judicial que pueda interponerse en contra de sus decisiones.
Los ministros son elegidos por voto directo y universal. Una vez electos, entran en funciones el 1.º de septiembre del año de la elección. Su cargo dura un periodo de nueve años, sin la posibilidad de reelección; El presidente de la corte surge de la rotación interna, a partir del más votado en los comicios judiciales, entre los nueve elegidos. Su trabajo se distribuye a través de sesiones en pleno (con la presencia de los nueve ministros). En tanto que los períodos de sesiones en la corte serán dos al año, el primero comenzará el primer día hábil del mes de enero y terminará el último día hábil de la primera quincena del mes de julio, y el segundo empezará el primer día hábil del mes de agosto y concluirá el último día hábil de la primera quincena del mes de diciembre.

## Poderes estatales y locales
Las entidades de la Federación Mexicana son libres y soberanas, autónomas en su régimen interno. Tienen la facultad de gobernarse según sus propias leyes; cuentan con una constitución propia que no ha de contradecir los principios de la constitución federal. Las facultades de sus poderes ejecutivos y legislativos, se entienden como aquellas que son derechos de las entidades; como la titularidad del mando de la fuerza pública (policía estatal y guardia nacional adscrita); la dirección y regulación de sus propias políticas económicas, de desarrollo social y de seguridad pública; así como la administración de aquellos recursos que surjan de sus impuestos locales o ingresos propios.
Los estados no pueden realizar alianzas con otros estados, ni con ninguna nación independiente, sin el permiso de la federación. Igualmente tienen prohibida la acuñación de moneda; gravar mercancía o tránsito de mexicanos y extranjeros; contraer deuda externa; legislar en materia fiscal para aquellos aspectos económicos que son exclusivos del gobierno federal y poseer Fuerzas Armadas propias.
La organización política de cada estado se basa en una separación de poderes: El poder legislativo recae sobre un congreso unicameral; el poder ejecutivo recae sobre un gobernador electo por sufragio universal; y el poder judicial recae sobre un Tribunal Superior de Justicia. Dado que los estados tienen autonomía legal, cada uno tiene sus propios códigos civiles y penales, además de cuerpos de seguridad pública. No obstante, corresponde al Senado dirimir las diferencias de límites territoriales o declarar la desaparición de poderes en caso de alteración grave del orden; y a la Suprema Corte de Justicia resolver las controversias constitucionales entre las entidades, o estas con sus municipios, los poderes federales y los órganos autónomos.
En el Senado de la República, las entidades federativas —los Estados y Ciudad de México— son representados por tres senadores: dos electos por sufragio universal con base en el principio de mayoría relativa y uno asignado al partido que obtenga la primera minoría. Además, la federación conforma una circunscripción de la cual se eligen 32 senadores según el método de representación proporcional con listas abiertas de partido. Los diputados, por el contrario, no representan a los estados, sino a los ciudadanos.

#### Organización interna de los estados
Los estados se dividen internamente en municipios —o alcaldías, en el caso de Ciudad de México—. Cada municipio goza de autonomía en su capacidad para elegir a su propio ayuntamiento, el cual es responsable, en la mayoría de los casos, de proveer todos los servicios públicos que requiera su población. A este concepto, que surgiría de la Revolución mexicana se le conoce como municipio libre. El ayuntamiento es encabezado por un presidente municipal, elegido cada tres años. Cada municipio posee un cabildo integrado por regidores en función de su tamaño poblacional y sindicos de acuerdo al número que establezca la ley estatal. En total en México hay 2462 municipios (2478 incluyendo las 16 demarcaciones de la capital); el estado con el mayor número de municipios es Oaxaca, con 570, y el estado con el menor número es Baja California Sur, con solo 5.
Al mismo tiempo, los municipios están facultados por las constituciones locales para organizarse territorialmente; la mayoría de ellos denominando Delegaciones a aquellas comunidades situadas fuera del área urbana que constituye la llamada Cabecera municipal. Aunque estas no tienen mayor autonomía que la elección de su delegado y la participación en los proyectos de desarrollo comunitario; pues las funciones de estos entes administrativos son meramente ejecutorias de las determinaciones del ayuntamiento.
También se les faculta para coordinar su organización con aquellos municipios con los que constituya, de acuerdo a la categorización del INEGI, una Zona metropolitana.

### Ciudad de México
La Ciudad de México es la entidad federativa sede de los Poderes de la Unión y Capital de los Estados Unidos Mexicanos; goza de autonomía en todo lo concerniente a su régimen interior y a su organización política y administrativa. En concordancia con las características de los estados, la capital del país deposita sus poderes locales en un jefe de Gobierno, Congreso local y un Tribunal Superior de Justicia. Se divide en Demarcaciones que poseen las mismas facultades ejecutivas de un municipio, pero sin las facultades legislativas (ayuntamiento) de estos.

## Sistema electoral
El sufragio es universal, libre, secreto y directo para todos los ciudadanos mexicanos con mayoría de edad (18 años); es obligatorio, pero sin sanción en caso de incumplirlo. El documento nacional de identidad en México es la credencial para votar, de modo que los ciudadanos quedan automáticamente registrados para las elecciones. Todas las elecciones son directas; es decir, no existen instituciones intermediarias para sufragar por algún representante (como un colegio electoral). México es uno de los pocos países del mundo donde los titulares del Poder Judicial, son electos por voto popular y universal, bajo el mismo formato que los titulares en los otros dos poderes del estado.
El proceso electoral se entiende como las fases que constituyen el ciclo electoral, en los términos que disponga la ley electoral, es decir el regido por la Ley General de Instituciones y procedimientos electorales y también con lo establecido en el artículo 41 constitucional.
En términos generales dichas normativas establecen los derechos, facultades, prerrogativas y obligaciones para ciudadanos, partidos políticos, los poderes de la Unión y sus dependencias en materia electoral. Nombra al Instituto Nacional Electoral como organizador, fiscalizador, autoridad y responsable de los procesos electorales. Define al Tribunal Electoral del Poder Judicial de la Federación como el calificador e instancia jurídica para dirimir las controversias que surjan de las elecciones.
Durante la primera etapa del proceso de elección, se llevan a cabo diversas actividades entre las que se encuentra las campañas electorales, las cuales tendrán una duración de noventa días. Las campañas deben terminar tres días antes de la fecha electoral y a partir de ese momento queda prohibida cualquier difusión de propaganda, así como de encuestas o estudios estadísticos sobre las elecciones.
Las elecciones anteriormente se llevaban a cabo el primer domingo de junio del año de la elección, sin embargo, a raíz de las reformas político electorales de 2014, se cambiaron al primer domingo de junio del año de la elección. Las casillas electorales abren a las 8:00 y cierran a las 18:00 sin ningún cierre intermedio. Una vez cerrada la casilla se procede a contabilizar todas las boletas electorales y a cancelar las que hayan sobrado, se llenan las actas donde se establezcan los resultados y son firmadas de conformidad por los funcionarios de casilla y los representantes de los partidos políticos, todo se integra en un paquete que es sellado y que el presidente de la casilla procede a entregar al Consejo Distrital, que es el organismo encargado de contabilizar los paquetes electorales. 
La etapa de resultados y declaraciones de validez de las elecciones, inicia con la entrega a los consejos distritales de la documentación y de los expedientes electorales, y concluye con los cómputos y declaraciones que realizan los consejos del Instituto Nacional Electoral o las resoluciones del Tribunal Electoral. Es este último quien declara la validez de la elección y emitirá los dictámenes que declaren electos a los candidatos ganadores.
La ley mexicana no contempla métodos de selección interna para los candidatos en los partidos políticos, y deja en manos de los estatutos internos de estos la manera de seleccionarlos. Sin embargo si proceden especificaciones para candidatos independientes, como un primer corte (que bien podría interpretarse como una ronda primaria) de aspirantes, en las que los registrados inicialmente deberán reunir un determinado número de firmas que respalden su viabilidad para aparecer en las boletas. El sistema electoral mexicano no contempla la segunda vuelta, por lo que para el candidato ganador bastará con superar el número de votos del segundo lugar, así sea por uno solo.
Las elecciones presidenciales, en las que también se renueva en su totalidad el Congreso de la Unión, ocurren cada seis años; en tanto que la renovación absoluta de la Cámara de Diputados ocurre cada tres años; las elecciones para renovar los órganos judiciales (Suprema Corte, Tribunal Electoral, Tribunal de Disciplina, Tribunales de circuito y Juzgados de distrito) se realizan de manera escalonada. Normalmente en las elecciones federales concurren una amplia cantidad de elecciones locales. Las elecciones estatales se realizan en diferentes periodos dependiendo del estado, y no necesariamente son concurrentes con alguna de las elecciones federales.

### Partidos políticos
Los partidos políticos son entidades de interés público que tienen como fin promover la participación de los ciudadanos en la vida democrática, contribuir a la integración de la representación nacional y como organizaciones de ciudadanos, hacer posible el acceso de estos al ejercicio del poder público, de acuerdo con los programas, principios e ideas que postulan y mediante el sufragio universal, libre, secreto y directo.
Solo los ciudadanos podrán formar partidos políticos y afiliarse libre e individualmente a ellos; por tanto, quedan prohibidas la intervención de organizaciones gremiales o con objeto social diferente en la creación de partidos y cualquier forma de afiliación corporativa. Los partidos políticos se regirán internamente por sus documentos básicos, tendrán la libertad de organizarse y determinarse de conformidad con las normas establecidas en el Código Federal de Instituciones y Procedimientos Electorales y las que, conforme al mismo, establezcan sus estatutos.
Los partidos políticos con registro nacional tienen derecho a participar en las elecciones federales y todas las locales, mientras que tienen registro local únicamente pueden participar en las elecciones locales de la entidad donde tienen el registro.
En el año 2025 se encontraban registrados ante el INE seis partidos nacionales. Estos partidos son, en orden de registro, el Partido Acción Nacional (PAN), el Partido Revolucionario Institucional (PRI), el Partido del Trabajo (PT), el Partido Verde Ecologista de México (Verde), el partido Movimiento Ciudadano (MC) y el Partido Morena. En caso de obtener menos de 3 % de los sufragios emitidos en las elecciones, un partido puede perder su registro.

### Democracia directa
El artículo 39 de la constitución establece que la soberanía reside en el pueblo, y tanto el poder político, como el sistema de gobierno responden a las necesidades de este, lo que incluye la facultad para modificarlo a través de la voluntad expresada en las urnas. Los artículo 35 y 71, de la misma carta magna, confieren a la población general la facultad para presentar iniciativas de consulta popular y de promulgación de leyes mediante mecanismos de democracia participativa; en el primer caso la solicitud deberá estar respaldada por al menos el dos por ciento del total de inscritos en el padrón electoral del INE, en el segundo bastará el 0.13 por ciento. Las consultas populares serán válidas cuando partícipe al menos el 40 % de los electores registrados, y el resultado de esta será vinculante con la mayoría absoluta (la mitad más uno) en favor o en contra del asunto puesto a votación.
La trascendencia y validez de los temas a consultar, en caso de que la iniciativa sea popular, la determinará la Suprema Corte de Justicia de la Nación; no obstante la propia ley específica que no serán objeto de consulta popular restricciones a los derechos humanos, cambios a la organización de las fuerzas armadas, el presupuesto federal, el sistema republicano de gobierno y la revocación de los miembros de los poderes legislativo y judicial; las revocaciones de mandato para el ejecutivo federal y los gobernantes de las entidades tendrán su propia normatividad.
Desde la reforma constitucional de 2014 que estableció esta figura se han realizado cuatro consultas populares: sobre la construcción del nuevo aeropuerto de la Ciudad de México (octubre de 2018), para determinar la aplicación de los programas sociales y planes de infraestructura prioritarios (noviembre de 2018), la tercera para iniciar procesos jurídicos contra los expresidentes (1 de agosto de 2021) y la cuarta que fue el primer referéndum revocatorio del presidente de la república en la historia de México (10 de abril de 2022).

### Evolución cronológica del régimen político mexicano
- Primer Imperio Mexicano (1821-1823)
- Primera República Federal (1823-1835)
- República Centralista (1835-1846)
- Segunda República Federal (1846-1853)
- Periodo de la Reforma (1857-1867)
- Segundo Imperio Mexicano (1863-1867)
- Porfiriato (1876-1911)
- Revolución Mexicana (1911-1917)
- México Posrevolucionario (1917-1940)
- Sistema de partido hegemónico (1940-2000)

### Documentos fundamentales
- Elementos Constitucionales (1812)
- Sentimientos de la Nación (1813)
- Acta Solemne de la Declaración de Independencia de la América Septentrional (1813)
- Decreto Constitucional para la Libertad de la América Mexicana (1814)
- Plan de Iguala (1821)
- Tratados de Córdoba (1821)
- Acta de Independencia del Imperio Mexicano (1821)
- Reglamento Provisional Político del Imperio Mexicano (1822)
- Acta Constitutiva de la Federación Mexicana (1823)
- Constitución Federal de los Estados Unidos Mexicanos de 1824
- Siete Leyes (1835)
- Bases orgánicas de organización política de la República Mexicana de 1843
- Acta constitutiva y de reformas de 1847
- Constitución Federal de los Estados Unidos Mexicanos (1857)
- Estatuto Provisional del Imperio Mexicano (1865)
- Constitución Política de los Estados Unidos Mexicanos (1917)